# Les Misérables in Concert: The 25th Anniversary
Les Misérables in Concert: The 25th Anniversary (conosciuto anche come Les Misérables, 25th anniversary concert) è la versione concertale del musical Les Misérables, messa in scena il 3 ottobre 2010 alla O2 Arena di Londra per celebrare il venticinquesimo anniversario del musical. Il concerto è stato registrato live e nel novembre del 2010 è stato messo in vendita il DVD della serata. La regia era di Naomi Stevens, mentre la direzione dell'orchestra è stata affidata a David Charles Abell. Un'altra versione concertale del musical era stata messa in scena quindici anni prima alla Royal Albert Hall per celebrare i dieci anni di repliche a Londra: Les Misérables: The Dream Cast in Concert. La regia era di Naomi Stevens.
Al termine della rappresentazione sono saliti sul palco gli interpreti originali della produzione di Londra (tra i quali Colm Wilkinson, Roger Allam, Michael Ball e Alun Armstrong). Oltre a loro, sono stati chiamati sul palco anche i membri del cast contemporaneo al Queen's Theatre (tra cui Simon Bowman) e quelli del tour internazionale (tra cui John Owen-Jones e Gareth Gates. I quattro interpreti del ruolo di Jean Valjean si sono esibiti insieme una versione a quattro voci di Bring Him Home; essi erano: Alfie Boe (Valjean nel concerto), Colm Wilkinson (primo Valjean a Londra e Broadway), Simon Bowman (Valjean a Londra) e John Owen-Jones (Londra, Broadway e tour). In seguito tutta la compagnia, con il cast originali e quelli nuovi, si sono uniti per cantare tutti insieme One Day More, la canzone che chiude il primo atto.

## Cast
- Jean Valjean – Alfie Boe
- Javert – Norm Lewis
- Thénardier – Matt Lucas
- Madame Thénardier – Jenny Galloway
- Fantine – Lea Salonga
- Éponine – Samantha Barks
- Marius – Nick Jonas
- Cosette – Katie Hall
- Enjolras – Ramin Karimloo
- Vescovo – Earl Carpenter
- Gavroche – Robert Madge
- Grantaire – Hadley Fraser